# Net Transport
Net Transport (второе название «NetXfer») — это условно-бесплатный менеджер закачек для Microsoft Windows с закрытым исходным кодом, разработанный «Xi Software». Как и все другие программы подобного рода Net Transport предназначен для загрузки файлов из Интернета или локальной сети.

## Возможности
- Поддержка eMule и BitTorrent.
- Для увеличения скорости передачи файлов по сети способна разбирать их на части.
- Работа по протоколами HTTP, HTTPS, FTP, MMS, RTSP, PNM.
- Встроенный FTP-клиент, а также файловый менеджер для удобной навигации в системе.
- Многоязычная поддержка языков (включая русский язык).
- Отслеживать URL ссылки в буфер обмена.
- Поддержка Unicode.
- Многофункциональная настройка и работа с прокси.